# Koenikea alata
Koenikea alata är en kvalsterart som beskrevs av Lundblad 1943. Koenikea alata ingår i släktet Koenikea och familjen Unionicolidae. Inga underarter finns listade i Catalogue of Life.